# 哈特里能量
哈特里能量记为Eh或者Ha，是原子单位制中的能量单位，以道格拉斯·哈特里的名字命名。该单位的值定义为2R∞hc，其中R∞为里德伯常数，h为普朗克常数，c为光速。
根据科学技术数据委员会（CODATA）2014年的数据，哈特里能量单位的值为Eh = 4.359 744 650(54)×10−18 J= 27.211 386 02(17) eV。。2010年CODATA数据为Eh = 4.359 744 34(19)×10−18 J= 27.211 385 05(60) eV。2006年CODATA数据为Eh = 4.359 743 94 (22)×10−18 J = 27.211 383 86(68) eV。
哈特里能量，约等于2倍的氢原子基态势能绝对值。但由于氢原子核的“有限”质量以及“相对论修正”，这个关系并不精确。（氢原子基态势能为{\displaystyle n=1}时的{\displaystyle E_{\rm {H}}(n)=-{\frac {m_{e}e^{4}}{8\varepsilon _{0}^{2}h^{2}}}\ {\frac {1}{n^{2}}}\approx -{\frac {13.60eV}{n^{2}}}}）
哈特里能量一般被用作原子物理及计算化学中的能量单位。对于原子尺度的实验测量，电子伏特（eV）及厘米的倒数（cm−1）更加常用。

## 其它关系
{\displaystyle E_{\rm {h}}={\hbar ^{2} \over {m_{\mathrm {e} }a_{0}^{2}}}=m_{\mathrm {e} }\left({\frac {e^{2}}{4\pi \epsilon _{0}\hbar }}\right)^{2}=m_{\mathrm {e} }c^{2}\alpha ^{2}={\hbar c\alpha  \over {a_{0}}}\approx 27.21eV}
= 2 · Ry
≜ 4.359 744 650 (54)×10−18 J
≜ 27.211 386 02 (17) eV
≜ 2625.499 62 kJ/mol
≜ 627.509 469 kcal/mol
≜ 219 474.631 3705(15) cm−1
≜ 6 579.683 920 729(33) THz
≜ 3.15774646x105 Kelvin
其中：
ħ为约化普朗克常数，
me为电子质量，
e为电子电荷，
a0为玻尔半径，
ε0为真空电容率，
c为真空中的光速，
α为精细结构常数。